# Беллилло, Катя
Катя Беллилло (итал. Katia Bellillo; род. 17 января 1951, Фолиньо, провинция Перуджа, Умбрия) — итальянский коммунистический политик, министр по делам регионов в первом и втором правительствах Д’Алема (1998—2000), министр по обеспечению равных возможностей во втором правительстве Амато (2000—2001).

## Биография
Родилась 17 января 1951 года в Фолиньо. Получила высшее педагогическое образование в университете Перуджи. С 1976 по 1985 год состояла в региональном совете Умбрии во фракции Коммунистической партии, состояла в коммунальном совете Перуджи, входила в совет директоров компании Asp, управлявшей общественным транспортом провинции Перуджа, и в руководство местного управления здравоохранения Умбрии. Являлась заместителем председателя и асессором провинциальной администрации Перуджи, отвечая за социальную сферу. После самороспуска компартии вступила в Партию коммунистического возрождения и затем — в Партию итальянских коммунистов.
Являлась министром по делам регионов с 22 октября 1998 по 22 декабря 1999 года в первом правительстве Д’Алема и затем до 25 апреля 2000 года — в его втором правительстве. С 25 апреля 2000 по 11 июня 2001 года состояла министром без портфеля по обеспечению равных возможностей во втором правительстве Амато.
30 января 2001 года, будучи министром, оказалась в центре внимания общественности после стычки с депутатом от Национального альянса Алессандрой Муссолини в эфире телепрограммы Бруно Веспа Porta a Porta (столкновение сопровождалось устными оскорблениями и физическими действиями).
В 2001—2006 годах состояла в коммунистической партийной группе Смешанной фракции Палаты депутатов 14-го созыва, а в 2006—2008 годах — во фракции «Итальянские коммунисты» Палаты 15-го созыва.
Беллилло поддерживала проведение референдума 2005 года в Италии по вопросу распространения вспомогательных репродуктивных технологий. Актриса Сабрина Ферилли, так же, как и Беллилло, участвовала в кампании за положительный ответ на поставленный вопрос, но затем заявила в интервью, что лично она предпочла бы усыновление. Беллилло публично обвинила актрису в беспринципности и корысти, поскольку та якобы получила деньги за съёмки в социальной рекламе при подготовке референдума, хотя не поддерживала его цели. Началась многолетняя ссора, в ходе которой Беллилло отказалась принести извинения, и оскорблённая актриса подала на неё официальную жалобу. В октябре 2008 года Беллилло обратилась в парламент за подтверждением её иммунитета, поскольку инцидент произошёл в период, когда она являлась депутатом, и получила его.
Беллилло вступила также в конфликт с Оливьеро Дилиберто, обвиняя его в авторитаризме, а на съезде Партии итальянских коммунистов в 2008 году предложила при выборах руководства собственный список, который получил поддержку 12 % делегатов.
После упомянутого поражения на V съезде ПИК в июле 2008 года Беллилло вместе с Умберто Гуидони создала и возглавила новую партию — «Объединить левых» (Unire la sinistra). Учредительный съезд состоялся 8 февраля 2009 года, но уже 20 декабря 2009 года новая организация стала одной из четырёх, на базе которых была создана партия «Левые Экология Свобода». В 2010 году Беллилло покинула ряды ЛЭС, объяснив своё решение усталостью от «братоубийственной» борьбы и заявив, что предпочитает стать «кочевником» левого политического спектра. В 2018 году представляет «Радикально-социалистическое движение» в левой коалиции «Власть народу».